# Chrysopilus kyotoensis
Chrysopilus kyotoensis är en tvåvingeart som beskrevs av Frey 1954. Chrysopilus kyotoensis ingår i släktet Chrysopilus och familjen snäppflugor. Inga underarter finns listade i Catalogue of Life.